# Викаш Дорасо
Викаш Дорасо (фр. Vikash Dhorasoo; Арфлер, 10. октобар 1973) бивши је француски фудбалер који је играо и за француску репрезентацију.

## Клупска каријера
Викаш је своју фудбалску каријеру започео у клубу Авр где је и убрзо запажен као добар и талентован играч. Августа, 1993. започиње професионалну каријеру. Током сезоне 1996-97, ФК Атлетико Мадрид је заинтересован за њега, али председник клуба се противи његовом одласку.
Након пет година каријере у Авру, 1998-99 одлази у ФК Олимпик Лион где доказује своје фудбалске способности, нарочито током меча против селекције Украјине 27. марта 1999. године.
Године, 2001. заједно са својом екипом осваја француски лига-куп (фр. Coupe de la Ligue), након које је напушта. Годину дана касније враћа се у исти клуб  са којим игра преко 30 меча у једној сезони. 
Након успешне каријере, 2005. године, прешао је у ФК Париз Сен Жермен где остаје једну сезону. Због отворених критика против клуба, клуб одлучује да га отпусти.
11. јануара 2008. године, јавно објављује да ставља тачку на професионални фудбал.

## Репрезентативна каријера
За репрезентацију Француске је дебитовао 1999. године. Учествовао је у квалификацијама за Европско првенство у фудбалу 2000. године као и на Светском првенству 2006. године.

## Статистика
- 2 меча: Светско првенство у фудбалу 2006.
- 30 меча: УЕФА Лига шампиона
- 20 меча: УЕФА Лига Европе
- 363 меча: Прва лига Француске у фудбалу
- 12 меча: Серија А